# Front Row
Front Row fue una aplicación para los ordenadores de Apple Macintosh, que actúa como máscara para QuickTime, DVD Player y para las librerías de iTunes e iPhoto y que permite a los usuarios navegar por los contenidos multimedia de sus ordenadores usando el Apple Remote. El software está incluido en todos los Macs (aunque por defecto, viene inhabilitado en los Mac Pro). Steve Jobs lo anunció en un evento especial el 12 de octubre de 2005.
La nueva versión de Front Row se incluyó con Mac OS X Leopard. Entre otras innovaciones incluye la opción de ver programas de TV (en los países en los que iTunes permite la descarga de ellos), aunque elimina el efecto zoom al iniciar la aplicación y lo sustituye por un fundido a negro.Fue discontinuado en 2011
El Apple TV usa una nueva versión del Front Row llamada BackRow y también utiliza el Apple Remote.